# 수사나 히구치

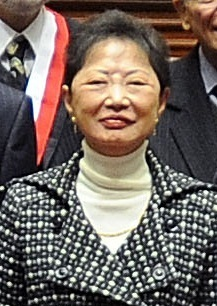

수산나 시수코 이구치 미야가와(스페인어: Susana Shizuko Higuchi Miyagawa, 1950년 4월 26일 ~ 2021년 12월 8일)는 페루의 기술자이자 정치인으로, 알베르토 케냐 푸히모리 데 카타오카 前 대통령의 부인이다. 1994년, 그녀는 남편을 독재자라고 공개적으로 비난하고 그의 정부를 부패했다고 규탄했다. 이에 푸히모리는 1994년 8월 그녀에게서 영부인 칭호를 공식적으로 박탈하고, 그들의 장녀인 케이코 푸히모리를 영부인으로 임명했다. 

2000년과 2001년 선거에서 도덕회복전선(FIM) 소속으로 의원에 선출되어 2006년까지 의원으로 활동했다.

## 일생
남미로 대거 이주한 일본인 이주자의 자손으로, 일본명은 히구치 시즈코(일본어: 樋口 静子, ひぐち しずこ). 1950년 4월 26일에 태어났다. 1974년 7월 25일 페루에서 알베르토 후지모리와 결혼했으며 1995년에 공식적으로 이혼했다. 두 사람 사이에는 케이코 소피아, 이로 알베르토, 사치 마르셀라, 겐지 네 자녀가 있다. 히구치는 2021년에 암으로 세상을 떠났다.